# Joseph Gale
Pour les articles homonymes, voir Gale (homonymie).
Joseph Goff Gale (29 avril 1807 - 13 décembre 1881) est un pionnier américain, trappeur, entrepreneur et homme politique qui participe à l'établissement des colons dans l'Oregon Country. Il y prend part à la construction du premier voilier construit dans ce qui devient ensuite l'état d'Oregon. Il navigue en Californie pour faire le commerce des têtes de bétail, et est plus tard l'un des deux coexécutifs du gouvernement provisoire de l'Oregon. Marin à l'origine, il est aussi fermier, mineur d'or dans la ruée vers l'or en Californie, et impliqué dans le commerce des fourrures. 

## Jeunesse
Joseph Gale nait à Washington sur la côte est des États-Unis le 29 avril 1807. Il est le fils de Mary Gale, née Goff, et de Joseph Gale, un capitaine de bateau venant de Pennsylvanie. Ses deux parents meurent lorsqu'il est jeune, mais il reçoit une éducation et un peu d'entraînement comme marin. Gale arrive sur la côte pacifique en 1828 avec le groupe Bean-Sinclair qui a fait naufrage au large de la côte de Californie. De 1830 à 1839, l'âge d'or du commerce des fourrures dans rocheuses, il est un trappeur réputé et est associé à des légendes de l'Ouest telles que Ewing Young, Nathanial Wyeth, Joseph Meek, Jim Bridger et Chef Joseph de la tribu des Nez-Percés.

## Trappeur de fourrure
Dès 1830, Joseph Gale voyage le long de la piste de Santa Fe du Missouri à Taos au Nouveau-Mexique, et est trappeur de fourrure dans les Rocheuses du Sud. La façon et le moment où il arrive restent indéterminés. En octobre 1831, il quitte Santa Fe comme membre du second voyage d'Ewin Young en Californie. Le but de l'expédition est d'aller vendre les chevaux et les mules de Californie dans la vallée du Missouri, tout en chassant des castors et peut-être des loutres de mer pour la fourrure. Il n'est pas établi avec exactitude si Gale fait tout le chemin jusqu'en Californie ou reste au fleuve Colorado en attendant le retour du groupe. Cependant, il est probable que Gale a accompagné David Edward Jackson et le bétail de Californie sur le retour au Nouveau-Mexique, arrivant en juillet 1832.

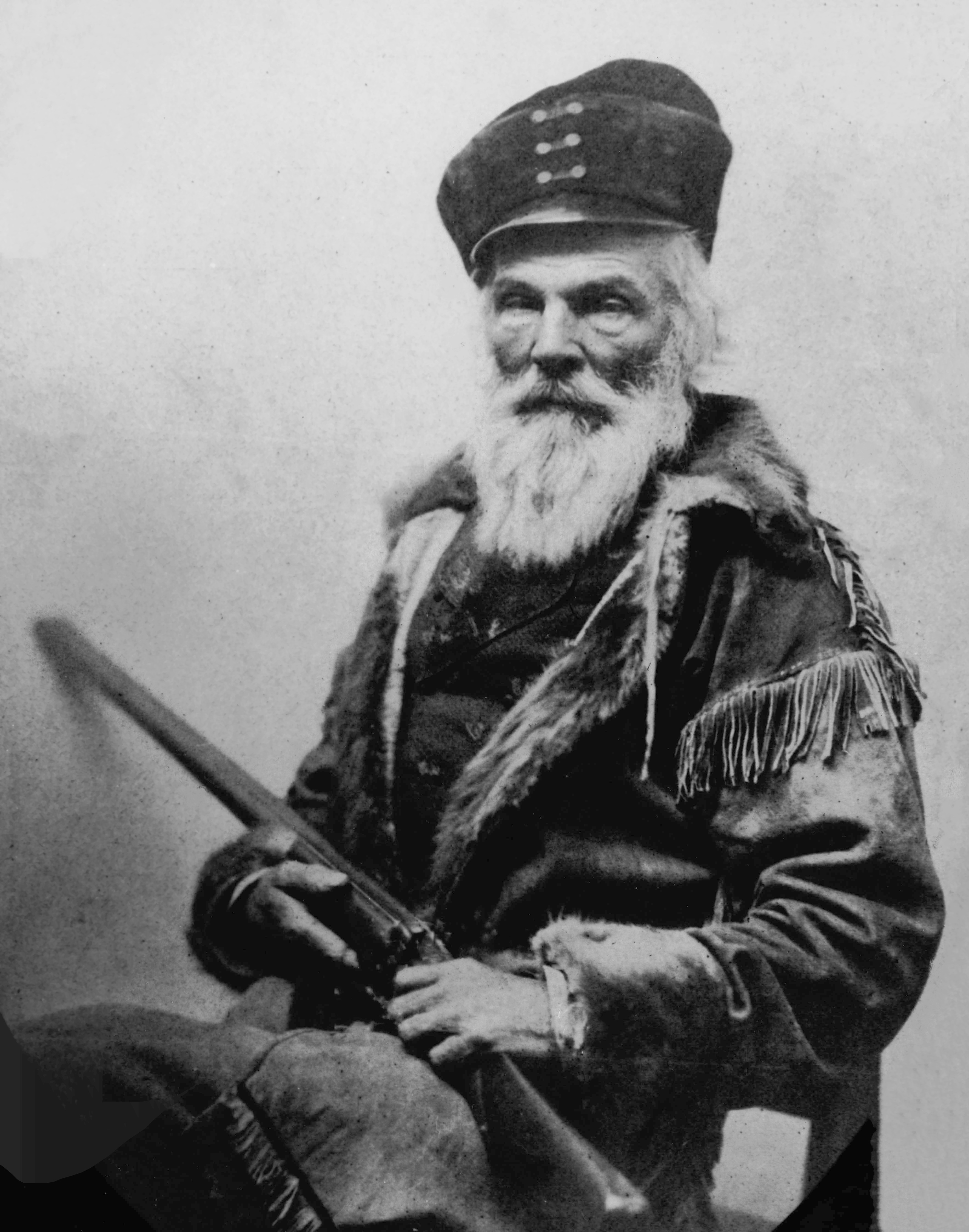
Joseph R. Walker en 1860.

Un an plus tard, en juillet 1833, Gale est au rendez-vous des trappeurs à Green River, où il se joint à l'expédition de Joseph Walker en Californie. Les trappeurs voyagent du Grand Lac Salé en Californie à travers la rivière Humboldt, traversant la Sierra Nevada vers la vallée de Yosemite. Traverser ce terrain montagneux accidenté en octobre prend un mois. En novembre, Walker et son groupe arrivent finalement à l'océan Pacifique. En février 1834, le groupe de Walker commence son voyage de retour vers les montagnes rocheuses, mais Gale reste en Californie. Il se joint à la place à son ami Ewing Young qui amène du bétail de Californie en Oregon, avec l'écrivain Hall J. Kelley. Le groupe de Young parvient à la vallée de la Willamette en octobre 1834.
Moins d'un mois plus tard, Gale et un « tas de gens ramassés » sont engagés par Nathaniel Wyeth et voyagent vers Fort Hole. Gale dirige bientôt une « chasse de printemps » dans les Rocheuses au nord du Grand Lac Salé. À l'automne 1835, Gale conduit un groupe d'hommes à la rivière Gallatin où ils font une rencontre sanglante avec les blackfeet, une tribu amérindienne de la Confédération des Pieds-Noirs. Parmi ceux ayant la chance de survivre à ce type de rencontre figurent Gale et son groupe, Kit Carson, et Joseph Meek. Pendant les quelques années suivantes, Gale continue de travailler autour de Fort Hall et lorsque celui-ci est vendu à la compagnie de la Baie d'Hudson en août 1837, il devient trappeur pour cette compagnie britannique.

## Famille

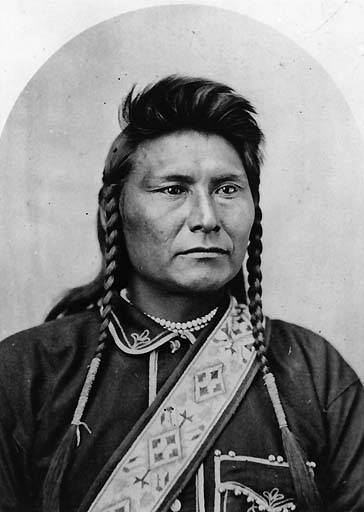
Le chef Joseph en 1877, demi-frère de l'épouse de Joseph Gale.

Lorsqu'il travaille pour Wyeth autour de Fort Holl, Joseph épouse Eliza, une amérindienne de la tribu Walla Walla, fille du Vieux Chef Joseph (Tu-eka-kas) des Nez-Percés et d'une mère Walla Walla. Elle peut avoir été nommée d'après Eliza Spalding, épouse de Henry H. Spalding et cofondatrice de la mission protestante à Lapwai. Eliza Gale est la demi-sœur du jeune Chef Joseph (Heinmot Tooyalakekt). Les deux premiers enfants de Joseph et Eliza Gale, Frances Ellen et Edward, voient le jour à Fort Hall en 1837 et 1838, puis trois autres enfants naissent dans le territoire de l'Oregon (Susan, Margaret, Mary), et enfin trois filles (Maria Antonia, Clara et Sabrina) naissent en Californie durant les années 1850.

## Oregon Country
En 1839, Joseph Gale et sa famille quittent Fort Hall et se dirigent à l'ouest de la chaîne des Cascades. Gale a bientôt un emploi, travaillant pour la scierie de la mission méthodiste à Mission Bottom. En au plus un an, la famille s'est établie sur les plaines Tualatin où ils sont bientôt rejoint par les familles d'autres trappeurs et explorateurs tels que Robert Newell, George W. Ebbert, Caleb Wilkins, William Doughty et Joseph Meek. Avec l'écroulement du marché international pour les fourrures de castor, les trappeurs quittent cet emploi et s'établissent dans l'Oregon Country.
Alors que l'Oregon commence à attirer des gens, le manque d'une économie durable devient un problème. De plus, les colons ont un manque marqué de bétail. En 1840, un groupe de colons commence la construction d'un bateau avec le but de naviguer jusqu'à San Francisco et de l'échanger contre des têtes de bétail à ramener au nord. La construction du Star of Oregon, ainsi qu'il est nommé plus tard, commence sur Swan Island dans la rivière Willamette aux alentours de Portland. Felix Hathaway est engagé comme constructeur du bateau et, un an plus tard, Joseph Gale se voit proposer les commandes du bateau et une participation dans sa propriété. Pour lever un capital et se libérer de son travail afin de participer à la construction, Gale vend sa ferme de la vallée de Tualatin et déménage avec sa famille à Champoeg. Il travaille tout l'été et l'automne sur la construction de la goélette à Oregon City où elle prenait maintenant place, après que Hathaway ait quitté le projet et en ait laissé l'achèvement aux partenaires restants. Durant l'hiver et le printemps de 1841 et 1842, Gale continue de travailler pour la scierie de la mission méthodiste.

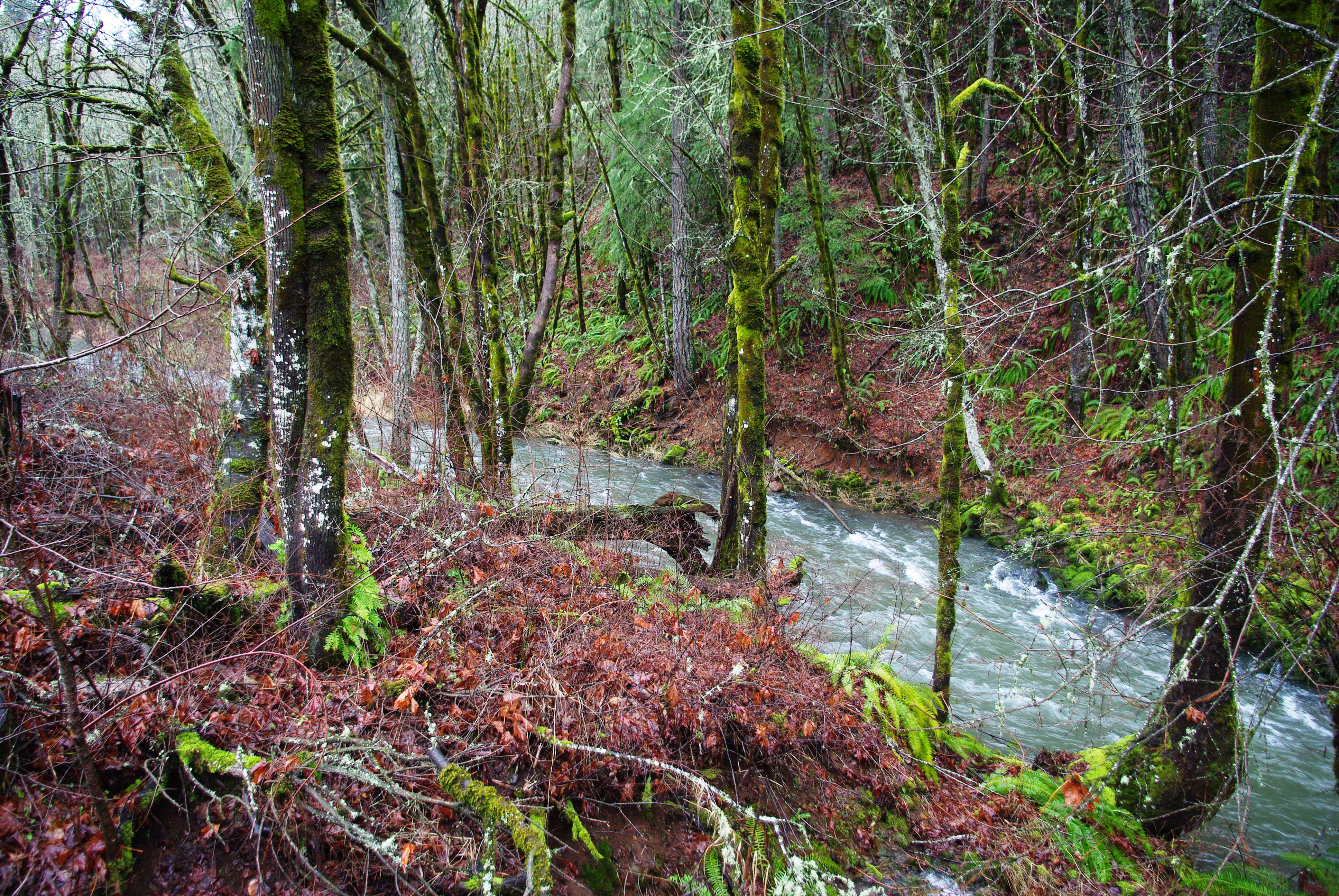
Gales Creek, où Joseph Gale et sa famille s'installent.

En août 1842, la Star of Oregon, premier navire capable de prendre la mer construit en Oregon, quitte Oregon City pour deux semaines de tests pratiques sur la rivière Columbia. En septembre, le bateau part pour la Californie avec une équipe de cinq hommes sans expérience et un garçon amérindien, ainsi que Gale comme capitaine. Arrivant à San Francisco, le bateau est vendu pour 350 vaches. Le printemps suivant, Gale et 42 hommes amènent 1 250 têtes de bétail, 600 chevaux et mules, et 3 000 moutons pour leur retour en Oregon. 
En partie en reconnaissance de cet accomplissement, Joseph Gale est nommé au premier comité exécutif du gouvernement provisoire d'Oregon. Cette première forme de gouvernement de l'Oregon, mise en place par la réunion des citoyens à Champoeg le 5 juillet 1843, préfère un comité exécutif au lieu d'un seul dirigeant. Le comité de 1843 est formé de David Hill, Alanson Beers et Gale. En 1844, Joseph Gale et sa famille se sont installés à Gales Creek, comté de Washington, nommé ainsi en son honneur, où il établit un moulin à blé et une scierie peut-être en utilisant les profits de l'aventure du bétail en Californie.

## Californie et la ruée vers l'or

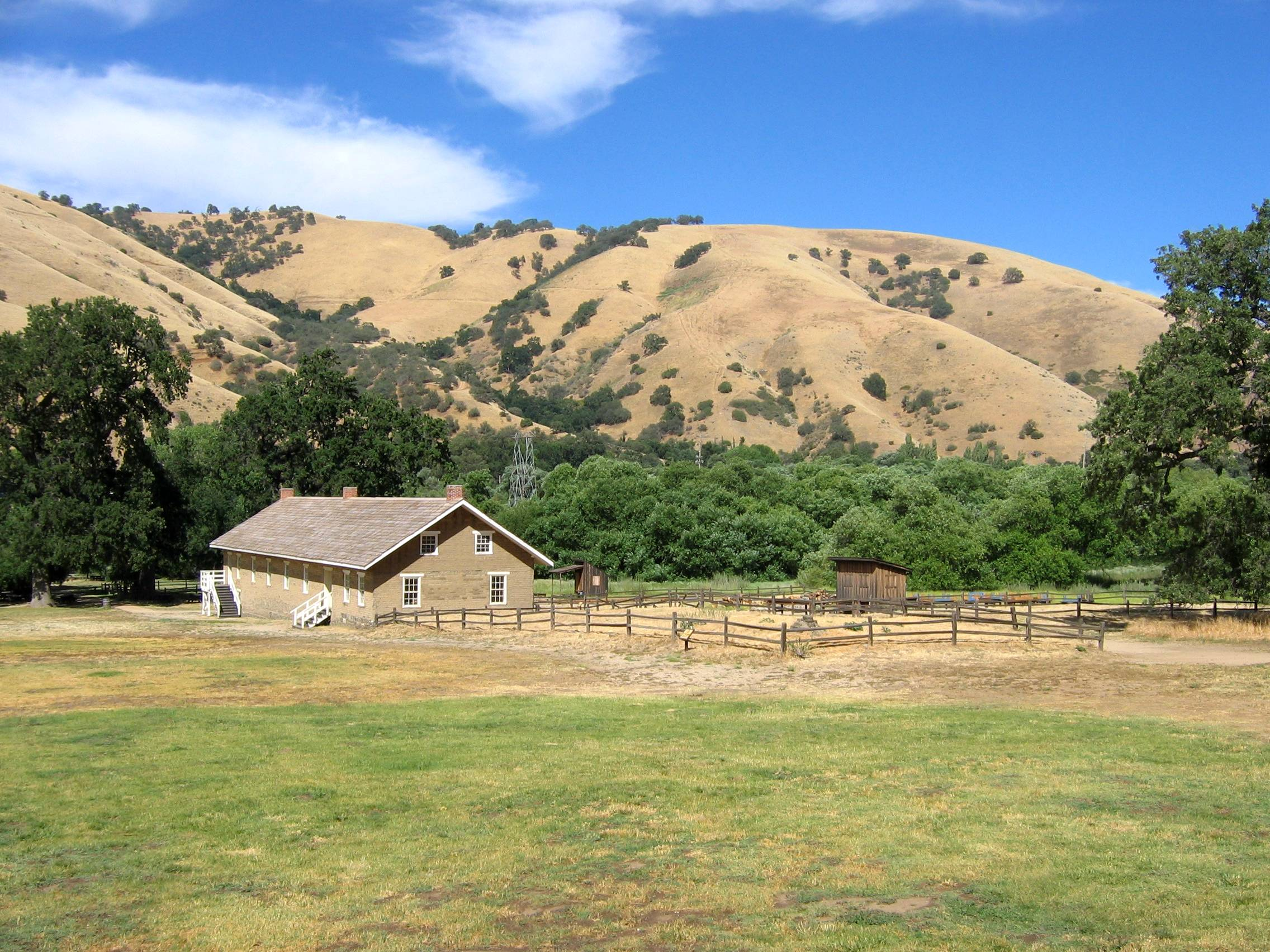
Le fort Tejon, dans le comté de Kern en Californie.

Recevant les nouvelles de la ruée vers l'or en Californie, Joseph Gale part du territoire de l'Oregon en Californie, où il vit d'abord à la mission San José puis au Fort Tejon où il opère une scierie. Le 9 janvier 1857, Joseph Gale et sa famille sont blessés dans le tremblement de terre de Fort Tejon : « Mr. Gale, dont le domicile est situé (approximativement 1,5 mile du) fort fit face à une blessure sévère durant ses efforts pour sauver ses enfants des ruines de sa maison s'écroulant ».
En août 1859, Gale reçoit un permis pour exploiter un bac sur la rivière Kern à Gordon's Ferry dans le comté de Tulare. Se situant sur la principale route de Los Angelas à San Francisco, cette exploitation présente un profit potentiel. Cependant, les activités de commerce Gale sont sévèrement handicapées par l'arrêt du service de la diligence Butterfield Overland Mail en mars 1861 et la fermeture de Fort Tejon en juin 1861. En janvier 1862, une inondation record balaie le bac, l'embarcadère et l'essentiel de la route connectant San Francisco à Los Angelas. Gale abandonne le bac et déménage à Walla Walla.

## Retour dans l'est de l'Oregon

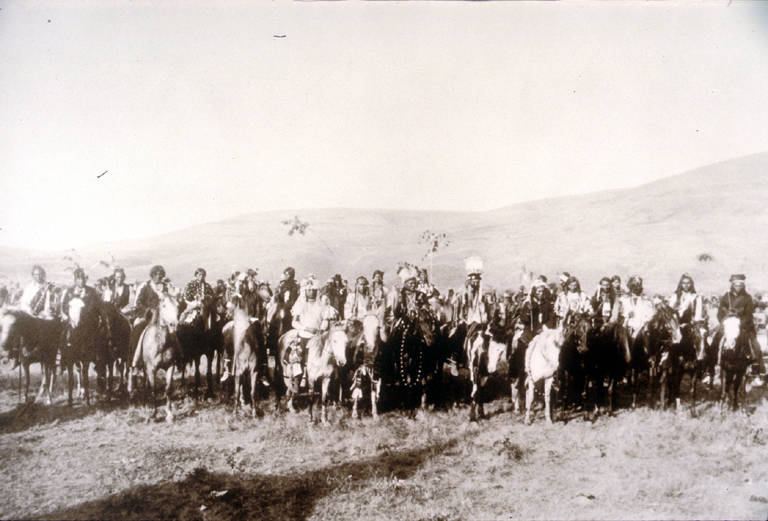
Le groupe de chef Joseph à Lapwai (Idaho), en 1877.

À la fin de 1862, Gale et sa famille sont installés à Walla Walla, où sa fille Frances Ellen et son mari Thomas Page vivent. En 1868, Gale s'établit à Eagle Valley dans l'est de l'Oregon où il prend part à des fermes et d'autres activités de commerce liées aux Eagle Cap mountains. Avant la poursuite des Nez-Percés en 1877, le jeune chef Joseph et les nez-percés Wallowa venaient souvent rester avec Joseph et Eliza lorsqu'ils se trouvaient dans l'Eagle Valley, un territoire de chasse et de pêche traditionnel pour les Nez-Percés.
Joseph Gale meurt sur sa ferme le 13 décembre 1881 et est enterré au cimetière de Eagle Valley à Richland, dans le comté de Baker. Après la mort de Gale, Eliza déménage à la réserve indienne du comté d'Umatilla où elle meurt en 1905. Elle est enterrée dans le cimetière de Weston, où sa tombe porte l'inscription « 1819-1905 d/o Old Chief Joseph, Nez Perce Chief. w/o Joseph Gale, Provisional Governor of Oregon 1843-1844 ».